# جون بوند (عالم)
جون بوند (بالإنجليزية: J. Richard Bond)‏ (و. 1950  م) هو عالم فيزياء فلكية، وعالم فلك كندي، ولد في تورونتو، وهو عضوٌ في الجمعية الملكية، والأكاديمية الأمريكية للفنون والعلوم.
.

## التعليم
تعلم في جامعة تورنتو، ومعهد كاليفورنيا للتقنية.

## جوائز
حصل على جوائز منها:
- Henry Marshall Tory Medal [الإنجليزية]‏ (2009)
- جائزة غروبر في علم الفلك [الإنجليزية]‏ (2008)
- جائزة دانيال هاينمان للفيزياء الفلكية (2002)
- زمالة الجمعية الأمريكية الفيزيائية
- ضابط وسام كندا
- وسام أونتاريو
- جائزة هومبولت
- زمالة الجمعية الملكية الكندية.